# Episodi di LEGO Ninjago (dodicesima stagione)
I capitoli Prime Empire e Il maestro delle montagne costituiscono, per le emittenti televisive, la seconda stagione del nuovo ciclo della serie animata Ninjago (dodicesima considerando il ciclo precedente), iniziato nel 2019, senza il sottotitolo Masters of Spinjitzu. Secondo altri tipi di conteggio Prime Empire costituisce la dodicesima stagione e Il maestro delle Montagne costituisce la tredicesima.
La stagione è la seconda che viene animata da WildBrain ed è composta da 32 episodi ed è divisa in due capitoli da 16 episodi ciascuno, ognuno con una storia differente che segue l'altra. Inoltre in America (dal 7 gennaio 2020 al 21 gennaio 2020) sono stati prodotti 6 cortometraggi introduttivi per Prime Empire. Questi cortometraggi non sono mai stati doppiati in italiano.
Il capitolo Prime Empire segue le vicende di Segreti dello Spinjitzu proibito e comincia con la cattura da parte dei ninja di un criminale a loro conosciuto, il Meccanico. I ninja scoprono che il Meccanico stava lavorando Unagami, altro criminale sconosciuto ai Ninja. Unagami è un videogioco che è stato spento e abbandonato per anni, e per questo vuole aprire un portale per entrare nel mondo reale, catturando al suo interno le persone. I ninja entrano nel videogioco per fermarlo. La stagione si conclude con la redenzione di Unagami.
Il capitolo Il maestro delle montagne comincia dopo le vicende di Prime Empire, con i ninja che ricevono un invito per Shintaro, leggendaria città a nord di Ninjago. Giunti sul posto, i ninja scoprono che nei sotterranei della città un malvagio stregone schiavizza delle creature innocenti. La storia narra quindi di Cole, maestro della terra, che aiutato dai suoi amici cerca di fermare lo stregone. 
Negli Stati Uniti il capitolo Prime Empire è iniziato il 19 luglio 2020 ed è finito il 30 agosto 2020. Il capitolo Il maestro delle montagne è uscito dal 13 settembre 2019 fino al 25 ottobre 2020.
In Italia il capitolo Prime Empire è andato in onda su Cartoon Network dal 17 agosto 2020 fino al 26 agosto 2020, mentre il capitolo Il maestro delle montagne è andato in onda dal 16 novembre 2020 fino al 24 novembre 2020.
La stagione è disponibile su Netflix in Italia.
| nº                                         | Titolo originale                           | Titolo italiano                                 | Prima TV USA                               | Prima TV Italia                            |
| Cortometraggi introduttivi di Prime Empire | Cortometraggi introduttivi di Prime Empire | Cortometraggi introduttivi di Prime Empire      | Cortometraggi introduttivi di Prime Empire | Cortometraggi introduttivi di Prime Empire |
| ------------------------------------------ | ------------------------------------------ | ----------------------------------------------- | ------------------------------------------ | ------------------------------------------ |
| 1                                          | Let's Dance                                | Inediti                                         | 7 gennaio 2020                             | Inediti                                    |
| 2                                          | Upgrade                                    | Inediti                                         | 13 gennaio 2020                            | Inediti                                    |
| 3                                          | The Meaning of Victory                     | Inediti                                         | 28 febbraio 2020                           | Inediti                                    |
| 4                                          | The Stowaway                               | Inediti                                         | 2 marzo 2020                               | Inediti                                    |
| 5                                          | Manhunt                                    | Inediti                                         | 3 marzo 2020                               | Inediti                                    |
| 6                                          | Gayle Gossip: A Closer Look                | Inediti                                         | 21 aprile 2020                             | Inediti                                    |
| Prime Empire                               |                                            |                                                 |                                            |                                            |
| 1                                          | Would You Like to Enter Prime Empire?      | Sei pronto a entrare nel mondo di Prime Empire? | 19 luglio 2020                             | 17 agosto 2020                             |
| 2                                          | Dyer Island                                | L'isola di Dyer                                 | 19 luglio 2020                             | 17 agosto 2020                             |
| 3                                          | Level Thirteen                             | Livello 13                                      | 19 luglio 2020                             | 18 agosto 2020                             |
| 4                                          | Superstar Rockin' Jay                      | Rockin' Jay la superstar                        | 19 luglio 2020                             | 18 agosto 2020                             |
| 5                                          | I am Okino                                 | Io sono Okino                                   | 26 luglio 2020                             | 19 agosto 2020                             |
| 6                                          | The Glitch                                 | Il bug                                          | 26 luglio 2020                             | 19 agosto 2020                             |
| 7                                          | The Cliffs of Hysteria                     | Le Scogliere dell'Isteria                       | 2 agosto 2020                              | 20 agosto 2020                             |
| 8                                          | The Maze of the Red Dragon                 | Il labirinto del Drago Rosso                    | 2 agosto 2020                              | 20 agosto 2020                             |
| 9                                          | One Step Forward, Two Steps Back           | Un passo avanti, due indietro                   | 9 agosto 2020                              | 21 agosto 2020                             |
| 10                                         | Racer Seven                                | Pilota Sette                                    | 9 agosto 2020                              | 21 agosto 2020                             |
| 11                                         | The Speedway Five-Billion                  | La Speedway Cinque Miliardi                     | 16 agosto 2020                             | 24 agosto 2020                             |
| 12                                         | Stop, Drop and Side Scroll                 | Fermo, salta e corri lateralmente               | 16 agosto 2020                             | 24 agosto 2020                             |
| 13                                         | Ninjago Confidential                       | Ninjago Confidential                            | 23 agosto 2020                             | 25 agosto 2020                             |
| 14                                         | The Prodigal Father                        | Il padre prodigo                                | 23 agosto 2020                             | 25 agosto 2020                             |
| 15                                         | The Temple of Madness                      | Il Tempio della Follia                          | 30 agosto 2020                             | 26 agosto 2020                             |
| 16                                         | Game Over                                  | Game Over                                       | 30 agosto 2020                             | 26 agosto 2020                             |
| Il maestro delle montagne                  |                                            |                                                 |                                            |                                            |
| 17                                         | Shintaro                                   | Shintaro                                        | 13 settembre 2020                          | 16 novembre 2020                           |
| 18                                         | Into the Dark                              | Nell'oscurità                                   | 13 settembre 2020                          | 16 novembre 2020                           |
| 19                                         | The Worst Rescue Ever                      | Il peggior salvataggio di tutti i tempi         | 20 settembre 2020                          | 17 novembre 2020                           |
| 20                                         | The Two Blades                             | Le due spade                                    | 20 settembre 2020                          | 17 novembre 2020                           |
| 21                                         | Queen of the Munce                         | La regina dei Munce                             | 27 settembre 2020                          | 18 novembre 2020                           |
| 22                                         | Trial By Mino                              | Il processo del Mino                            | 27 settembre 2020                          | 18 novembre 2020                           |
| 23                                         | The Skull Sorcerer                         | Lo stregone del teschio                         | 4 ottobre 2020                             | 19 novembre 2020                           |
| 24                                         | The Real Fall                              | Caduta libera                                   | 4 ottobre 2020                             | 19 novembre 2020                           |
| 25                                         | Dungeon Party!                             | Il gruppo sotterraneo                           | 11 ottobre 2020                            | 20 novembre 2020                           |
| 26                                         | Dungeon Crawl!                             | Percorso sotterraneo                            | 11 ottobre 2020                            | 20 novembre 2020                           |
| 27                                         | Grief-Bringer                              | Genera-Dolore                                   | 18 ottobre 2020                            | 23 novembre 2020                           |
| 28                                         | Masters Never Quit                         | I Maestri non mollano mai                       | 18 ottobre 2020                            | 23 novembre 2020                           |
| 29                                         | The Darkest Hour                           | Il momento più buio                             | 25 ottobre 2020                            | 24 novembre 2020                           |
| 30                                         | The Ascent                                 | La risalita                                     | 25 ottobre 2020                            | 24 novembre 2020                           |
| 31                                         | The Uppy Strike Back!                      | La rivincita degli Altini                       | 25 ottobre 2020                            | 25 novembre 2020                           |
| 32                                         | The Son of Lilly                           | Il figlio di Lilly                              | 25 ottobre 2020                            | 25 novembre 2020                           |

## Cortometraggi introduttivi

### Let's Dance
Nya e Jay prendono una lezione di ballo insieme e poi vanno alla sala giochi per giocare al gioco preferito di Jay: Dancy Pants.

### Upgrade
Il meccanico sta rapinando una banca con il suo camioncino del crimine e parla con una voce computerizzata di nome Unagami.

### The Meaning of Victory
Un presentatore introduce i concorrenti di una gara chiamata Speedway Five Billion e intervista ciascuno prima dell'inizio della gara.

### The Stowaway
Jay è inseguito dai visori rossi, una corsa che finisce con l'incontro con un ragazzo di nome Scott.

### Manhunt
Jay e Scott si presentano, ma sono costretti a fuggire dai visori rossi, che continuano a inseguirli per catturarli.

### Gayle Gossip: A Closer Look
Gayle Gossip riferisce al notiziario l'apparizione del videogioco Prime Empire e intervista una fila di persone che stanno aspettando di giocarci.

## Sei pronto a entrare nel mondo di Prime Empire?
Il Meccanico, insieme alla sua squadra, cerca una "scheda madre" con il logo di un triangolo rosso capovolto. I ninja riescono a fermarlo in tempo e una volta consegnato il Meccanico alla giustizia vanno a cercare informazioni in una sala videogiochi abbandonata.
Mentre i ninja cercano indizi e prove sul piano del meccanico, Jay tenta di attivare una videogame machine di un gioco molto antico chiamato Prime Empire jay rivela che e stato un capolavoro di un creatore di videogiochi chiamato milton diller ma non e mai uscito. Ogni tentativo di giocarsi tuttavia risulta vano, perché alla machine manca la scheda madre. Jay prova a inserire la scheda che il Meccanico stava cercando di impossessarsi e all'improvviso dalla videogame machine esce una sorta di raggio luminoso che fa cadere Jay a terra. La machine inizia a funzionare e Jay inizia a giocare arrivando al livello 13. Una volta raggiunto il 13º livello la machine dice "Ti Piacerebbe entrare in Prime Empire?" e successivamente si apre. All'interno c'è un portale luminoso nel quale Jay entra e la machine si chiude.
I ninja scoprono che il Meccanico eseguiva gli ordini di un certo Unagami e quando si accorgono che Jay è sparito iniziano a cercarlo. Inoltre si scopre che il raggio luminoso ha fatto cambiare tutti i videogiochi delle game machine di Ninjago in Prime Empire.

## L'isola di Dyer
Durante la ricerca di Jay, i ninja trovano una videocamera di sicurezza che aveva ripreso tutto. Una volta controllato le registrazioni i ninja scoprono quello che è successo al loro amico del onda magnetica e il portale , così decidono di scoprire più informazioni interrogando il Meccanico. Tuttavia egli non apre bocca e dopo vari tentativi i ninja decidono di recarsi all'Isola di Dyer (l'isola privata di Mylton Dyer, creatore di Prime Empire).
L'isola apparentemente sembra innocua, ma superato un labirinto iniziale, si scopre che è piena di trappole e di sistemi di sicurezza. I ninja sconfiggono e distruggono diverse trappole e cani-robot e a un certo punto si apre il portone dal quale esce Bob (un uomo che lavorava per Mylton Dyer) e spiega ai ninja che Mylton se n'era andato da un po' di tempo.
Bob mostra ai ninja un video di Dyer che spiega cos'è Prime Empire. Bob racconta ai ninja che il gioco fu scartato dal mercato, cosa che fece arrabbiare molto Mylton, che minacciò le aziende dicendo che il videogioco si sarebbe vendicato.
I ninja traggono in conclusione che Unagami è Mylton Dyer. L'episodio si conclude con un ragazzo che entra dentro Prime Empire.

## Livello 13
I ninja e P.I.X.A.L. si recano nel palazzo di Borg per fargli esaminare la videogame machine in cui è entrato Jay. Borg capisce che l'unico modo per salvarlo è cercarlo all'interno del videogioco.
Il Meccanico viene portato nella prigione di Kryptarion, ma il sistema informatico della prigione viene manomesso da Unagami che apre le celle a tutti i detenuti.
Alle Borg Industries Cole gioca a Prime Empire per potere raggiungere il livello 13 ed entrare così nel gioco, ma il Meccanico insieme a Ultra Violet e a Capitan Soto e altri cattivi (ecceto Killow e Aspheera) arriva sul luogo per impedirlo.
Alla fine Cole arriva al livello 13 e i ninja entrano nel gioco, eccetto Zane e P.I.X.A.L. che non possono entrare perché sono Nindroidi e se entrassero danneggerebbero la loro programmazione. Zane recupera la scheda madre del videogioco e fugge in elicottero insieme a Borg.

## Rockin' Jay la superstar
I ninja, ora che sono arrivati a Prime Empire, scoprono che tutti i giocatori scomparsi sono finiti lì con loro.
Mentre osservano il nuovo mondo, un gruppo di Nindroidi informatici, chiamati visiere rosse, arriva nella città e tutti scappano. I ninja tentano di sconfiggerli, ma non riuscendo a usare né i loro poteri, né le loro abilità, vengono salvati da quattro uomini che indossano i vestiti di Jay uno col costume attuale mentre altri con quelli vecchi Questi dicono ai ninja di fare parte della Lega di Jay e li aiutano a fuggire dai robot.
Uno di loro dice a Nya di recarsi da un uomo che a sua volta gli avrebbe portati da Jay e si scopre che il motivo perqui non hanno i poteri e perché non hanno fatto aggiornamento e Mentre combattono contro i robot, Kai cade da un palazzo, ma riesce a tornare in vita. Capendo di avere vite infinite mentre la lega di jay si scontra con le visiere rosse a terra si imbattonoin un altro squadrone di visiere rosse e per distrarli kai si fa uccidere sparando poi arrivano al covo del alleato della lega di jay si scopre che si chiama scott e li porta alla sua officina che e coperta da una barriera invisibile 999 che le visiere rosse non vedono e la lega di jay lo protege e lui gli aiuta con i veicoli kai nota un oggetto e lo toca ma scott lo avverte ma si rivela una bomba e questa lo uccide kai pensa ancora delle vite infinite ma scott gli rivela che in realtà si hanno solo 4 vite in prime empire e poi scott rivela che anche lui gli è rimasta una vita
Alla fine i ninja raggiungono un covo segreto dove ritrovano Jay, che ha personalizzato il suo Avatar e che ora è totalmente diverso.

## Io sono Okino
A Prime Empire un Samurai di nome Okino si allena tutti i giorni per potere accogliere i visitatori e aiutarli a superare uno dei livelli, composto da tre parti.
Inizialmente Okino è fiero del compito che gli è stato assegnato, ma ogni volta che un nuovo giocatore prova a vincere il livello, perde sempre tutte le vite.
Scopriamo così che chi muore si trasforma in un cubo arancione che viene poi risucchiato da un drone di Unagami, e portato verso destinazione ignota.
Quando ormai si sta per arrendere arrivano i ninja per prendere la kitana e menzionando che i membri della lega di jay sono pazzoidi che gli chiedono se può aiutarli a superare il livello e potere ottenere una Kitana speciale.

## Il bug
Okino guida i ninja verso la prima tappa della missione e perdono soltanto qualche vita cole viene ucciso da un cespuglio spara spine e nya che cade in un pozzo di sabbie mobili con i denti che si chiamano fauci di palude  . Durante la notte vengono però attaccati da un ratto, che viene catturato. Il ratto ammette di stare seguendo gli ordini di Unagami e che conosce un bug per arrivare direttamente alla scogliera, il secondo livello della missione.
Okino non capisce cosa significhi "Bug" e Lloyd gli rivela che in realtà tutto il mondo di Prime Empire è una finzione e che nulla è reale. Appena arrivati al bug, Okino abbandona dunque i ninja.
All'interno del tunnel scoprono che il ratto gli ha teso una trappola e che dentro il bug si nasconde uno squadrone di visiere rosse. I ninja si salvano solo grazie a Okino, che torna a salvarli e prosegue la missione insieme a loro.

## Le Scogliere dell'Isteria
I ninja arrivano alla Scogliera dell'Isteria, la seconda tappa del livello.
Non sapendo come arrampicarsi decidono di recarsi da un mercante lì vicino che vende oggetti utili per l'arrampicata, ma la loro mancanza di soldi li permette di comprare solo delle vecchie corde.
Okino e gli altri vengono poi attaccati da uno squadrone di visiere rosse inviati da Unagami e mentre si arrampicano sulla scogliera con le loro corde, riescono a sbarazzarsi degli altri e a catturarne uno.
Arrivati in cima Nya riesce ad Hackerare la scheda madre del Nindroide per ottenere informazioni e scopre che i cubi di energia (i resti delle persone che hanno perso tutte le vite) vengono utilizzati da Unagami per creare un portale che gli permetterà di arrivare a Ninjago.
Alla fine il robot si surriscalda e si spegne e i ninja, insieme a Okino ancora sotto shock per avere scoperto la sua natura, si addestrano nel Labirinto del Drago Rosso.

## Il labirinto del Drago Rosso
I Ninja entrano nel labirinto e seguendo Okino riescono a superare varie trappole. A un certo punto arrivano in una stanza in cui sono presenti delle statue simili a quelle presenti sull'isola di Dayer, confermando la teoria dei ninja secondo la quale Unagami è in realtà Dyer.
Mentre i ninja cercano di capire la direzione giusta all'improvviso il mondo si ferma e tutti rimangono immobili, tranne Okino. Unagami si presenta davanti a lui e gli dice che se vuole andare nel mondo reale dovrà impedire ai ninja di recuperare la Kitana.
I ninja arrivano al centro del labirinto dove trovano la Kitana e il Drago Rosso che sta dormendo. Per evitare di essere scoperti viene mandato solo Jay a recuperare la spada, essendo quello con lo Stealth più alto. Tuttavia alla fine il drago si sveglia e inizia iniziano a combattere, nonostante non riescano a farli danno.
Okino sta per rivelare il modo di ucciderlo, ma il mondo si ferma di nuovo e Unagami dice a Okino di non dirlo. Lui però non lo ascolta e così i ninja riescono a sconfiggere il Drago e a recuperare la Kitana.
Ora che il livello è stato completato Okino decide per una volta di intraprendere la sua avventura e i ninja si mettono alla ricerca della seconda Kitana.

## Un passo avanti, due indietro
Per recuperare la seconda Kitana del gioco i ninja devono partecipare a una corsa di veicoli. Ma non hanno abbastanza crediti per l'iscrizione quindi decidono di partecipare una gara di ballo con il vincente che avrebbe ottenuto 500 crediti.
Partecipano alla gara di ballo come coppia Nya e Jay. Intanto uno squadrone di visiere rosse cercano di attaccare i ninja e Cole, Kai e Lloyd gli allontanano dalla pista da ballo.
Nya e Jay riescono a vincere battendo le altre quattro coppie ottenendo il miglior punteggio. Al termine della gara ricevono i crediti necessari per partecipare alla gara di corsa ma però non c'erano i veicoli e devono portarli i loro

## Pilota Sette
Dopo avere scoperto che nella gara di corsa è necessario ottenere da soli i veicoli i ninja chiedono aiuto a Scott, ma uno dei veicoli si rompe.
Intanto Lloyd va a vedere la gara di corsa per capire chi gareggia e come funziona. Lloyd scopre che nella gara c’è un avatar costretto sempre a perdere nello stesso punto perché è la sua programmazione: il pilota sette.
Avendo un veicolo mancante Lloyd chiede aiuto al pilota sette cercandola di convincere come ha fatto con Okino andando contro la volontà della sua programmazione. Alla fine il pilota sette si convince e decide di aiutare i ninja.

## La Speedway Cinque Miliardi
Le visiere rosse scoprono la posizione del garage di Scott e Scott si sacrifica per dare ai ninja una possibilità di scappare e corrono via. I ninja entrano nello Speedway Cinque Miliardi al momento giusto, proprio all'inizio della gara, e si ritrovano subito sopraffatti dai ratti distruttori e dalle visiere rosse durante la corsa un ratto prende una lutbox che da alla macchina una palla demolitrice e cole lo ruba e kai prende un'altra lutbox che trasforma il jet in un mech .
Cole e Kai si sacrificano coraggiosamente per offrire ai loro compagni di squadra la possibilità di vincere. Con l'aiuto di Pilota Sette, tuttavia, vincono con successo la seconda Kitana.

## Fermo, salta e corri lateralmente
Devastati dalla perdita di Cole e Kai i ninja sopravvissuti vanno nella terza e ultima zona di gioco di Prime Empire: Terra Domina. Alla fine arrivano al livello più alto dove la voce di Unagami dice loro che uno dei ninja dovrà ora affrontare la forma del suo sfidante più temuto.
Lloyd sceglie di essere lui ad andare a combattere, ma si ritrova ad affrontare un avatar di Harumi. Lloyd capendo che non si tratta della vera Harumi ormai morta, inizia a combattere seriamente e riesce a sconfiggere l'avatar di Harumi vincendo la terza e ultima Kitana per la squadra. Lloyd, tuttavia, perde anche la sua vita finale nel processo. Gli ultimi rimasti per sconfiggere Unagami sono Nya e Jay.

## Ninjago Confidential
Questo episodio è nello stile di un vecchio film di investigazione in bianco e nero perché Zane, che con P.I.X.A.L. sta cercando informazioni su Dyer, è convinto da una sua analisi che se segue questo stile il caso si risolverà più facilmente, anche se nel corso dell'episodio tutto ciò lo porta a far quasi fallire la missione.
Zane e P.I.X.A.L. visitano un vecchio amico d'infanzia di Milton Dyer. Quest’ultimo rivela ai due che Dyer frequentava una vecchia sala da giochi chiamata Buddy's Pizza. Si dirigono lì per cercare Dyer, ma incontrano il meccanico, che durante il combattimento mette a terra Zane e lo rapisce.
P.I.X.A.L. va fuori uso per un po' di tempo e al suo risveglio capisce dell'assenza di Zane, ma continua a cercare indizi, provando a fare come Zane all'inizio dell'episodio, cioè nello stile di un vecchio giallo. Alla fine P.I.X.A.L. trova Milton Dyer, che le rivela che Unagami "è il gioco" e quando lo ha creato non si era reso conto di quanto fosse pericoloso perché era convinto che fosse solo una programmazione e non potesse provare emozioni. Perciò quando il governo voleva che lo disattivasse Milton si è arrabbiato e solo successivamente ha capito che Unagami era una minaccia e ha provato a spegnerlo, ma senza successo.

## Il padre prodigo
Gli scagnozzi del meccanico catturano il maestro Wu e lo portano al magazzino del meccanico. Il meccanico lo usa come leva per ricattare Zane e convincerlo a rivelare la posizione della scheda madre di cui ha bisogno per aprire il Portale della Manifestazione, attraverso il quale Unagami potrà entrare nel mondo reale e uscire da Prime Empire.
Wu riesce ad attivare un localizzatore di posizione GPS, che rivela la sua posizione a P.I.X.A.L. Tuttavia, lei e Dyer arrivano troppo tardi. Zane è collegato al Portale Manifestazione come un tipo di processore, facendolo svenire a causa dell'impulso di energia causato dal cancello.

## Il Tempio della Follia
Jay e Nya continuano il percorso al tempio della follia e affrontano i personaggi di un ristorante di sushi. Uno di loro cerca di colpire Jay, ma viene salvato da Nya che però perde la sua ultima vita lasciando Jay da solo.
Jay deve quindi combattere da solo contro Unagami alla fine del gioco, dopo che Nya ha perso tutte le sue vite, eppure Unagami deve affrontare una battaglia più grande: quella di capire la verità sulla propria identità. Jay scopre che Unagami è in realtà il gioco e non Milton Dyer. Unagami usa il cubo di energia di Nya per completare il Portale della Manifestazione e lo attraversa. Jay fa altrettanto e lo segue tornando a Ninjago.

## Game Over
Unagami irrompe nel mondo reale e terrorizza Ninjago City insieme al suo esercito. Jay libera Zane dalle catene. Zane, P.I.X.A.L. e il Maestro Wu combattono l'esercito di visiere rosse mentre Jay insegue Unagami.
Jay conduce Unagami in cima a un edificio, dove incontra gli altri insieme a Milton Dyer stesso. Dyer spiega a Unagami perché lo ha spento e che il caos e la distruzione non erano ciò per cui era stato creato.
Alla fine Unagami capisce. Prende la forma di un bambino e accetta di liberare tutti quelli intrappolati all'interno di Prime Empire, inclusi gli altri ninja, i giocatori intrappolati e Scott e anche i png del gioco come okino che era già uscito e pilota sette ecceto I visori rossi e i retti distruttori che trovano il posto non proprio dei loro gusti. 
Jay, Zane, P.I.X.A.L. e Wu si riuniscono felicemente con gli altri ninja mentre Unagami e Milton Dyer decidono di vivere felici insieme.

## Shintaro
I ninja si preparano alla pulizia del monastero e Lloyd si accorge che Cole sta giocando a Prime Empire, che è stato migliorato e reso sicuro e divertente.
Mentre Nya, Jay, Kai e P.I.X.A.L. continuano a sistemare il monastero, Wu confessa a Lloyd di sentirsi troppo vecchio per continuare a essere un maestro, dato che i ninja non hanno più bisogno di lui.
I ninja ricevono poi una lettera e scoprono di essere stati invitati a Shintaro (una città leggendaria a Nord di Ninjago), in occasione della festa della principessa. I ninja partono con il Bounty e Misako costringe Wu ad andare con loro nonostante lui non voglia.
Mentre si trovano in mezzo alle montagne incontrano un branco di pipistrelli giganti che distruggono la nave. Mentre stanno precipitando vengono salvati dagli abitanti di Shintaro, vestiti con armature d'oro e con ali. Dopo essersi presentati scorgono in lontananza la leggendaria città.

## Nell'oscurità
I ninja vengono scortati dalle guardie fino al palazzo, in cui incontrano il re Vangelis e la principessa Vania, fan dei ninja che si interessa subito a Cole. I ninja vengono portati nelle loro camere da letto e durante la prima notte Cole incontra una creatura simile a un goblin viola nella sua stanza. Il ninja riesce a catturarlo e si accorge che possiede una spilla con la foto dei suoi genitori. Sfortunatamente la piccola creatura riesce a fuggire.
Cole chiama i suoi amici per raccontargli cosa è successo, ma nessuno gli crede e così si confessa con Vania, che rivela di averlo visto anche lei. Alla fine si recano in una vecchia miniera, che è stata chiusa dal re perché ritenuta troppo pericolosa.
Seguendo i tunnel arrivano in una grotta con al centro un grande castello e scoprono che i goblin sono stati schiavizzati da un esercito di scheletri con le ossa più scure rispetto a quelli dell'Oltretomba. Cole esce allo scoperto e dopo avere sconfitto qualche guardia incontra il loro re un essere con una maschera con vestiti neri e verdi , ali come gli abitanti di shintaro ma a pipistrello e con un teschio volante di color verde che si fa chiamare lo stregone del teschio che lo cattura.

## Il peggior salvataggio di tutti i tempi
Cole è diventato un prigioniero dello Stregone del Teschio mentre la Principessa Vania torna di corsa in superficie dove racconta ai ninja e a suo padre quello che ha visto sotto.
Nonostante l’opposizione del re Vangelis i ninja raccolgono rapidamente le loro cose e corrono in soccorso di Cole che lavora nell'oscurità insieme alle due fazioni dei Geckles e dei Munce, che scopre essere acerrimi rivali per un passato rimostrante che ciascuna parte incolpa dell'altra.
I ninja salvano Cole e gli altri prigionieri, ma a causa del litigio proprio tra Geckles e Munce, lo stregone del teschio si sveglia catturando tutti di nuovo. I ninja definiranno il loro piano come peggior salvataggio di tutti i tempi.

## Le due spade
I ninja scoprono che i loro poteri elementari sono deboli, perché la pietra che raccolgono dalla roccia è la Vengestone la pietra che appunto neutralizza i loro poteri.
Lloyd inizia a pensare a un piano, ma per metterlo in atto ha bisogno di una tregua tra i costanti litigi causati dall'odio reciproco dei Geckles e di Munce. I ninja scoprono che tale odio deriva dal fatto che ogni gruppo pensa che l'altro abbia rubato un paio di spade chiamate Spade della Liberazione.
Infatti tanto tempo prima le due fazioni vivevano spaventati da un drago chiamato Genera-Dolore, ma un guerriero di nome “Gilly” lo sconfisse e donò la spada d’avorio a una fazione e quella dell’ombra all’altra. Ma un giorno le spade sparirono e entrambe le fazioni si incolpano di averle rubate.
I ninja pensando che sia lo stregone del teschio ad avere preso le spade si inoltrano nelle gallerie liberando però il teschio e risvegliando lo stregone. Nonostante ciò, tutti i prigionieri riescono a scappare.

## La regina dei Munce
Essendosi separati dagli altri durante la fuga, Nya, Jay e Lloyd vengono condotti alla caverna dei Munce proprio da un Munce di nome Murt.
I ninja vengono presentati alla regina Munce, Murtessa, che si innamora immediatamente di Jay, che considera un potente guerriero. Rendendosi conto che Nya e Jay sono insieme, la regina si rivolge a Nya e la sfida a combattere per determinare chi di loro sposerà Jay.
Lo scontro inizia con Murtessa che sembra in vantaggio, ma Nya si riprende e riesce a combattere vincendo, sconfiggendo così la regina dei Munce. Vedendo questo il popolo acclama Nya proclamandola nuova Regina dei Munce.

## Il processo del Mino
Kai e Zane si perdono e casualmente si imbattono in un gruppo di Geckles. Questo ultimi pensano che i due ninja lavorino per lo Stregone del teschio e li scambiano per scheletri.
Vengono quindi portati alla corte dei Geckle, dove incontrano il loro leader Gulch, un Geckle cancelliere che prende decisioni per i processi. I Geckle sospettano che i due ninja siano due scheletri e iniziano un processo per capire se lavorano con lo Stregone del teschio. Gulch decide di sottoporre la questione al "Processo del Mino".
Il processo consiste nel gettare i due Ninja nella fossa con un gigantesco mostro chiamato Mino simile ad un rinoceronte e purtroppo con un'armatura di vengestone che avevano già incontrato alcuni nelle miniere dello stregone del teschio che se gli schiaccerà velocemente, Kai e Zane verranno dichiarati scheletri, se lentamente non scheletri. I ninja si dimostrano abili con il Mino e vengono liberati.

## Lo stregone del teschio
Cole, caduto in un fosso, è rimasto appeso a un grosso ramo e cerca di liberarsi senza cadere. Nonostante tutto viene catturato da dei pipistrelli giganti, ma riesce a liberarsi, finendo però in un tunnel della caverna con un ragno gigante.
La Principessa Vania e il suo drago domestico, Chompy, arrivano appena in tempo per liberare Cole e scappano in superficie, dove insieme al maestro Wu, avvisano il Re Vangelis del malvagio Stregone del teschio presente nella miniera della montagna. Il re si arrabbia molto poiché non voleva che si scoprisse cosa c’era nei sotterranei per proteggere sua figlia.
Il motivo di tale protezione è scioccante: proprio Vangelis rivela di essere lo Stregone del Teschio. Questo perché raccogliendo Vengestone in miniera poteva garantire la bellezza di Shintaro e dice che di recentea trovato un cliente che ne vuole molta e disposto a pagare tutto a caro prezzo. Quindi lo Stregone del Teschio spedisce Cole e il Maestro Wu nei sotterranei della montagna aprendo una botola. Vania li segue, ma non prima che Vangelis la rinneghi come sua figlia.

## Caduta libera
La principessa Vania tenta di acciuffare il Maestro Wu e Cole che cadono nel lunghissimo burrone, ma il loro peso combinato le fa sciogliere le ali. Tutti e 3 gli amici si ritrovano a cadere nella montagna.
Mentre cadono, incontrano varie bizzarre minacce e creature come ragni giganti prima di essere trascinati da una cascata fino ad arrivare in un vortice che gli trascina nel proprio centro. Cole usando i poteri degli elementi stacca una stalattite per chiudere il vortice.
Nonostante tutto la base della stalattite si distrugge a causa della corrente e continuano a cadere fino ad arrivare sulle riva di una caverna chiamata “baratri rocciosi”, dove incontra un gruppo di avventurieri che non sono mai riusciti a tornare in superficie. Sapendo questo Cole sviene.

## Il gruppo sotterraneo
Cole si risveglia dopo avere fatto un sogno e si trova circondato da tre avventurieri che si presentano come “I baratrini”; successivamente arrivano anche il maestro Wu e la principessa Vania. I tre uomini rivelano di essere avventurieri che, su richiesta di Re Vangelis, andarono alla ricerca del Teschio di Hazza D'ur per distruggerlo.
I tre entrarono quindi nei sotterranei, e dopo avere attraversato varie trappole trovarono il teschio e lo consegnarono al Re, il quale invece di distruggerlo come aveva promesso, li tradì e li gettò nella montagna, prendendo per sé il teschio.

## Percorso sotterraneo
Cole guida i baratrini, la principessa Vania e Wu in una serie di inutili sforzi per trovare una via d'uscita dai baratri rocciosi. Wu racconta a Cole di un leggendario tempio elementale della Terra noto come il cuore della Montagna. Supponendo che il Tempio sia effettivamente reale, Wu ipotizza che potrebbe essere nascosto nella Montagna Shintaro e sollecita Cole a cercare di attingere ai suoi poteri elementali per trovare una via d'uscita.
Cole quindi si concentra e con i suoi poteri riesce a vedere il percorso sotterraneo giusto per uscire dal quel posto. Ciò non toglie che il percorso sia pericoloso.
I baratrini, Vania, Wu e Cole si battono in una grande pozza di lava da superare per prendere i tunnel giusti. Quando sembra che gli amici abbiano superato l’ostacolo, dalla lava esce un mostro di fuoco che gli attacca. Dopo averlo sconfitto scappano via dal tunnel chiudendo il passaggio per non farlo passare.

## Genera-Dolore
Nya usa i suoi poteri elementali per costringere i Munce ad accettare un incontro di tregua con i Geckles. Allo stesso tempo, nel campo dei Geckle, Kai e Zane sono costretti a ricorrere all'inganno per manipolare i Geckle per partecipare alla riunione di tregua.
I due ninja conoscono inoltre il Geckle che ha incontrato Cole, Gleck, che ha la spilla di sua madre. Gleck rivela che la spilla gli è stata data da “Gilly” in persona. Kai e Zane capiscono quindi che si tratta della madre di Cole, Lilly, pronunciata male dai Geckles che iniziano ogni nome con la lettera G.
Lo Stregone del Teschio viene a sapere dell'incontro e usa il teschio di Hazza D'Ur per resuscitare il temibile drago Genera-Dolore!
Il drago passa all’attacco contro i ninja e le due fazioni dei Geckle e dei Munce che cercano di scappare, mentre Lloyd e Zane lo rallentano. Capendo la forza di Genera-Dolore anche gli altri due ninja si aggiungono alla fuga, ma lo stregone del teschio sa che non possono scappare per molto.

## I Maestri non mollano mai
Cole, la principessa Vania, il maestro Wu e i baratrini arrivano a un antico tempio abbandonato che Wu definisce come il cuore della montagna. Il gruppo scopre un vecchio Mech abbandonato fatto di pietra e un murale della madre di Cole, Lilly.
Nel murale, è raffigurata mentre combatte il drago, Genera-Dolore, usando lo Spinjitzu Burst. Wu racconta a Cole del Burst, una potente forma di Spinjitzu studiata da sua madre. Cole tenta di utilizzare quello Spinjitzu, ma non riuscendosi si demoralizza. Intanto il mago dei baratrini con una polvere magica scopre che i ninja sono attaccati da Genera-Dolore e che devono subito correre ad aiutarli.
Cole è troppo demoralizzato per combattere e la principessa Vania si arrabbia con il Maestro Wu perché non svolge il suo ruolo da maestro aiutando Cole. Wu infatti si sente ancora troppo vecchio pensando che i ninja ormai sappiamo fare tutto da soli, ma alla fine si convince e sprona Cole a combattere il drago. Il maestro Wu si promette che come i Ninja non mollano mai, d’ora in poi anche i maestri non molleranno mai nello svolgere il loro ruolo.

## Il momento più buio
Lo Stregone del Teschio dà la caccia ai ninja che fuggono nella fortezza dei Geckle che nonostante il loro conflitto lasciano passare anche Munce. I ninja e i due popoli provano a scappare pensando ci sia una via di fuga dietro un ammasso di macerie. Con la collaborazione di tutti, ripuliscono l’ammasso di pietra, ma si rivela essere soltanto un vicolo cieco. Nonostante tutto i Geckle e i Munce si accorgono di avere un nemico comune e finalmente dichiarano pace tra di loro.
Intanto Genera-Dolore e l’esercito dello stregone continua ad attaccare la porta della fortezza. Lo Stregone del Teschio propone di lasciare vivere Munce e Geckles se gli consegnano i ninja. Non avendo altra scelta, i ninja si arrendono, ma lo Stregone del Teschio ovviamente non mantiene la promessa e imprigiona tutti i Geckles e i Munce.

## La risalita
Cole scopre che il mech di pietra è alimentato dall'energia della Terra elementale e usa i suoi poteri per attivare il mech. Lega il mech ai carri da miniera e lo usa, come un razzo grezzo, per fare saltare i carri da miniera su per i binari fino alla cima della montagna. Lungo la strada, tuttavia, torna ancora il mostro di lava e ne segue una disperata battaglia tra Cole e la creatura.
Nonostante i vari problemi, Wu, Vania, Cole e i baratrini riescono a tornare in superficie. I baratrini sono felicissimi poiché non vedevano da anni la luce del sole e decidono che d’ora in poi si chiameranno “Altini”. Gli amici entrano nel palazzo ma non trovano Vangelis. Intanto Hailmar (braccio destro del re) e le Guardie alate di Shintaro arrivano e si stanno preparando ad arrestare Cole e il Maestro Wu su ordine di Re Vangelis, ma Vania sfida Hailmar facendosi finalmente ascoltare.

## La rivincita degli Altini
Cole e gli Altini arrivano alla Fortezza dello Stregone del Teschio e trovano i ninja rinchiusi in gabbia. I Geckles e Munce inoltre sono stati rimessi a lavorare nella banda di catene, minando Vengestone. Lo stregone del teschio decide di distruggere i ninja, ma prima di farlo, rivela anche a loro di essere Vangelis. Inoltre conferma che è stato lui a rubare le Spade della Liberazione.
Mentre due scheletri dell’esercito portano le spade, Cole si intrufola nella Fortezza del Teschio e fa fuori gli scheletri recuperando le spade, mentre gli Altini si preparano a liberare i ninja e i popoli dei Geckles e dei Munce. Lo stregone del Teschio libera Genera-Dolore per distruggere i ninja, ma Cole fa la sua comparsa e combatte contro lo Stregone del Teschio. Intanto i ninja combattono tutto l’esercito degli scheletri.

## Il figlio di Lilly
Mentre Cole e lo Stregone del Teschio si affrontano, i Geckles, i Munce, i ninja e gli altini prendono d'assalto la fortezza e combattono contro gli scheletri. Intanto Vania arriva con le guardie alate di Shintaro e Wu che cavalca Chompy, il drago di Vania, e combatte Genera-Dolore.
Lo Stregone del Teschio distrugge le spade della Liberazione presumibilmente "leggendarie", rivelatesi nient'altro che normali spade. Cole sembra ormai sconfitto, ma all'ultimo minuto, Cole riesce a usare lo Spinjitzu Burst e distrugge il teschio sconfiggendo lo Stregone. Intanto Wu e Chompy distruggono Genera-Dolore dichiarando la vittoria dei ninja. Vangelis, ormai senza più poteri, viene arrestato dalle guardie.
Dopo la vittoria contro lo stregone del teschio, Vania viene proclamata la Regina di Shintaro. Mentre i ninja si preparano a lasciare la città d’Avorio, Vania parla con Cole dicendo che è sempre a disposizione e quando vuole può mettere l’esercito di Shintaro a sua disposizione. I ninja quindi partono in cerca di una nuova avventura sul loro cammino con Wu che afferma che preferirebbe non tornare a casa, ma andare verso nuove avventure.